# Christuskirche (Wattens)

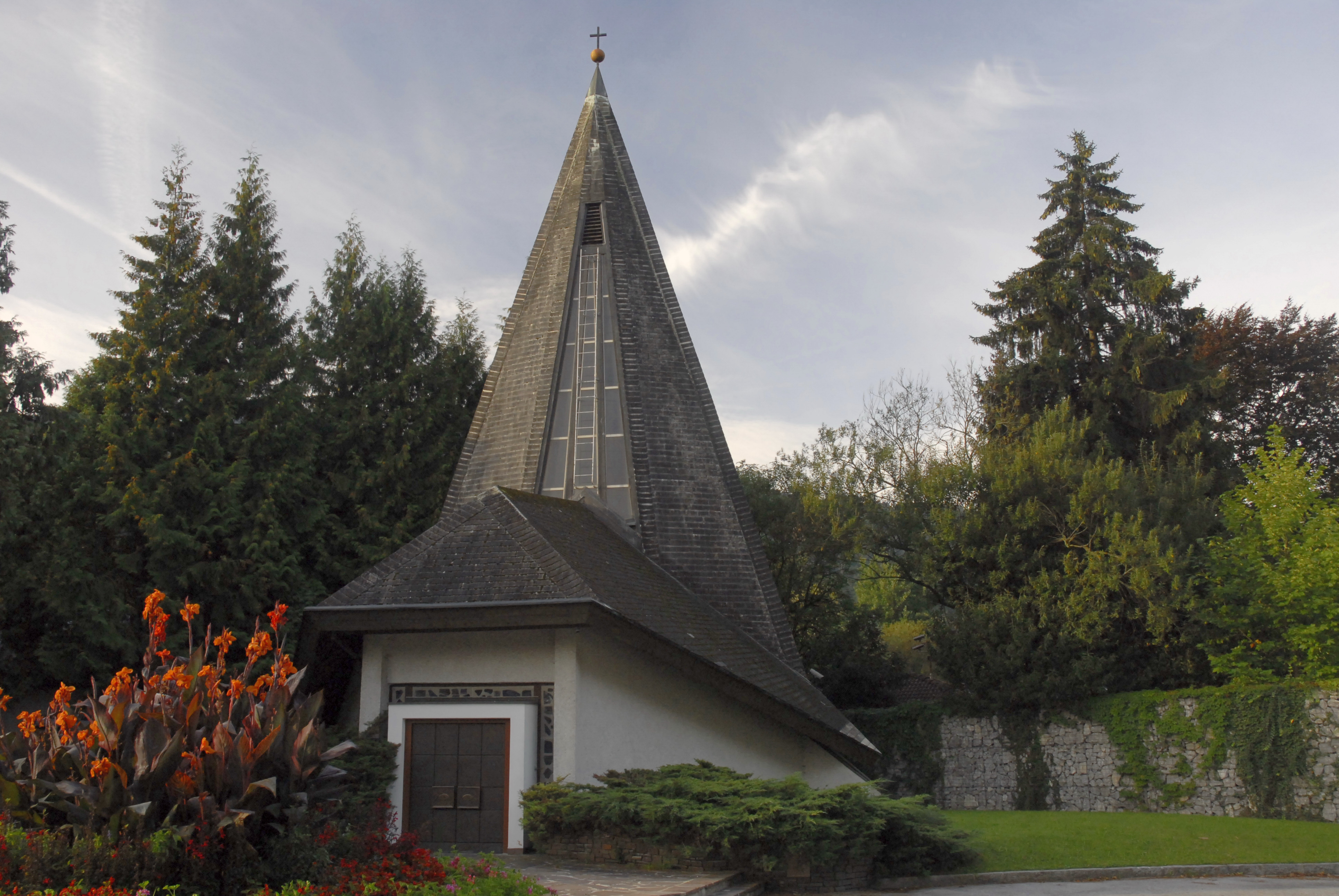
Christuskirche in Wattens

Die Christuskirche ist die evangelisch-lutherische Pfarrkirche von Wattens in Tirol. Sie gehört der Evangelischen Superintendentur A. B. Salzburg und Tirol an.

## Geschichte
Die Christuskirche von Wattens wurde in den Jahren 1975 bis 1977 als Predigtstation der Erlöserkirche in Jenbach von demselben Innsbrucker Architekten Jürgen Heller als gestreckter Zentralbau über polygonalem Grundriss errichtet. Nach außen tritt der Bau vorwiegend durch sein steiles Zeltdach in Erscheinung, das mit seiner schlitzartigen Durchfensterung in dramatischer Weise auch den Kirchenraum bestimmt.